# 2024 irodalmi díjai
Ez a szócikk a 2024-ben irodalmi díjat nyert szerzők nevét, illetve alkotások címét gyűjti, a kiosztott díjak megnevezésével.

## Nemzetközi, ill. regionális díjak
- Irodalmi Nobel-díj – Han Gang dél-koreai írónő
- Nemzetközi Booker-díj – Jenny Erpenbeck német író Kairos című regényéért és Michael Hofmann a mű angolra fordításáért
- Jeruzsálem-díj (kétévente) –
- Franz Kafka-díj –
- Neustadt Nemzetközi Irodalmi Díj – Ananda Devi (Mauritius)
- Az Északi Tanács Irodalmi Díja – Niels Fredrik Dahl (Norvégia): Fars rygg
- Az Európai Unió Irodalmi Díja – Theis Ørntoft (Dánia): Jordisk

## Nemzeti díjak

### Európa

#### Ausztria
- Ingeborg Bachmann-díj – Tijan Sila: Der Tag, an dem meine Mutter verrückt wurde
- Osztrák Állami Díj az európai irodalomért – Joanna Bator, Lengyelország

#### Brit díjak
- Booker-díj – Samantha Harvey: Orbital
- Duff Cooper-díj –
- Forward-díj –
- Nők szépprózai díja – V. V. Ganeshananthan: Brotherless Night

Lásd még: Brit irodalmi díjak listája

#### Csehország
- Magnesia Litera díj – Alena Machoninová: Hella

#### Finnország
- Finlandia-díj – Pajtim Statovci: Lehmä synnyttää yöllä
- Runeberg-díj – Peter Mickwitz: Misslyckad i en uggla című verseskötetéért

#### Franciaország
- Femina-díj – Miguel Bonnefoy: Rêve du jaguar
- Goncourt-díj – Kamel Daoud: Houris
- Valery Larbaud-díj – Christiane Rancé: Bella Italia: un itinéraire amoureux
- Médicis-díj – Julia Deck: Ann d'Angleterre

#### Magyarország
- Csáth Géza-díj – László Noémi
- Déry Tibor-díj – Jánossy Lajos író, szerkesztő, kritikus | Szűcs Teri író, kritikus, irodalomtörténész | Sophie Aude műfordító
- Füst Milán-díj –
- Hazai Attila Irodalmi Díj – Borsik Miklós
- Margó-díj (a legjobb első prózakötetnek) – Kemény Lili: Nem
- Osvát Ernő-díj – Margócsy István
- Petri György-díj –
- Szépíró-díj: 
  - szépirodalom kategória – Vida Gábor
  - értekező próza kategória – Gács Anna
  - junior szépíró kategória – Kállay Eszter
  - Kéri Piroska-díj – Jenei László
  - Géher István-díj – Mesterházi Mónika

#### Németország
- Büchner-díj – Oswald Egger
- Frankfurti Goethe-díj – (három évenként adják, legközelebb 2026-ban)
- Német Könyvdíj – Martina Hefter: Hey guten Morgen, wie geht es dir?
- Lipcsei Könyvdíj az Európai Megértésért – Omri Boehm

#### Olaszország
- Bagutta-díj – Gianni Biondillo: Quello che noi non
- Bancarella-díj – Aurora Tamigio: Il cognome delle donne

#### Oroszország
- Nagy Könyv díj –
- NOSZ-díj –

#### Portugália
- Camões-díj – Adélia Prado (Brazília)

#### Spanyolország
- Cervantes-díj – Álvaro Pombo
- Nadal-díj – César Pérez: GellidaBajo tierra seca

#### Svédország
- August-díj – Tony Samuelsson: Kungen av Nostratien (szépirodalom kategória)

### Amerika

#### Amerikai Egyesült Államok
- Nemzeti Könyvdíj (USA) –
- PEN Faulkner-díj (USA-szerzőknek) – Claire Jimenez, What Happened to Ruthy Ramirez
- PEN Hemingway-díj (még díjazatlan USA-szerzőknek) – Fuentes Javier, Countries of Origin
- Pulitzer-díj – Jayne Anne Phillips, Night Watch, regények (for fiction) kategória

Lásd még: Az USA irodalmi díjainak listája

#### Chile
- Chilei Nemzeti Irodalmi Díj – Elvira Hernández

### Ázsia

#### India
- Jnanpith-díj –

#### Japán
- Akutagava-díj:

## Tematikus díjak

### Sci-fi és fantasy
- Hugo-díj, regények –
- Nebula-díj, regények –

### Gyermek- és ifjúsági irodalom
- Hans Christian Andersen-díj (nemzetközi) – Heinz Janisch osztrák szerző; illusztráció: Sydney Smith kanadai művész
- Astrid Lindgren-emlékdíj (nemzetközi) – Indigenous Literacy Foundation (Ausztrália)
- Newbery Medal (USA) – Dave Eggers: The Eyes and the Impossible